# Схід Землі
«Схід Землі» (англ. Earthrise) — фотографія Землі, зроблена під час обльоту Місяця космічним кораблем «Аполлон-8», імовірно, астронавтом Вільямом Андерсом. Одна з найвідоміших фотографій Землі з космосу.
Номер знімку в каталогах НАСА — AS8-14-2383. Фотографія зроблена 24 грудня 1968 року.

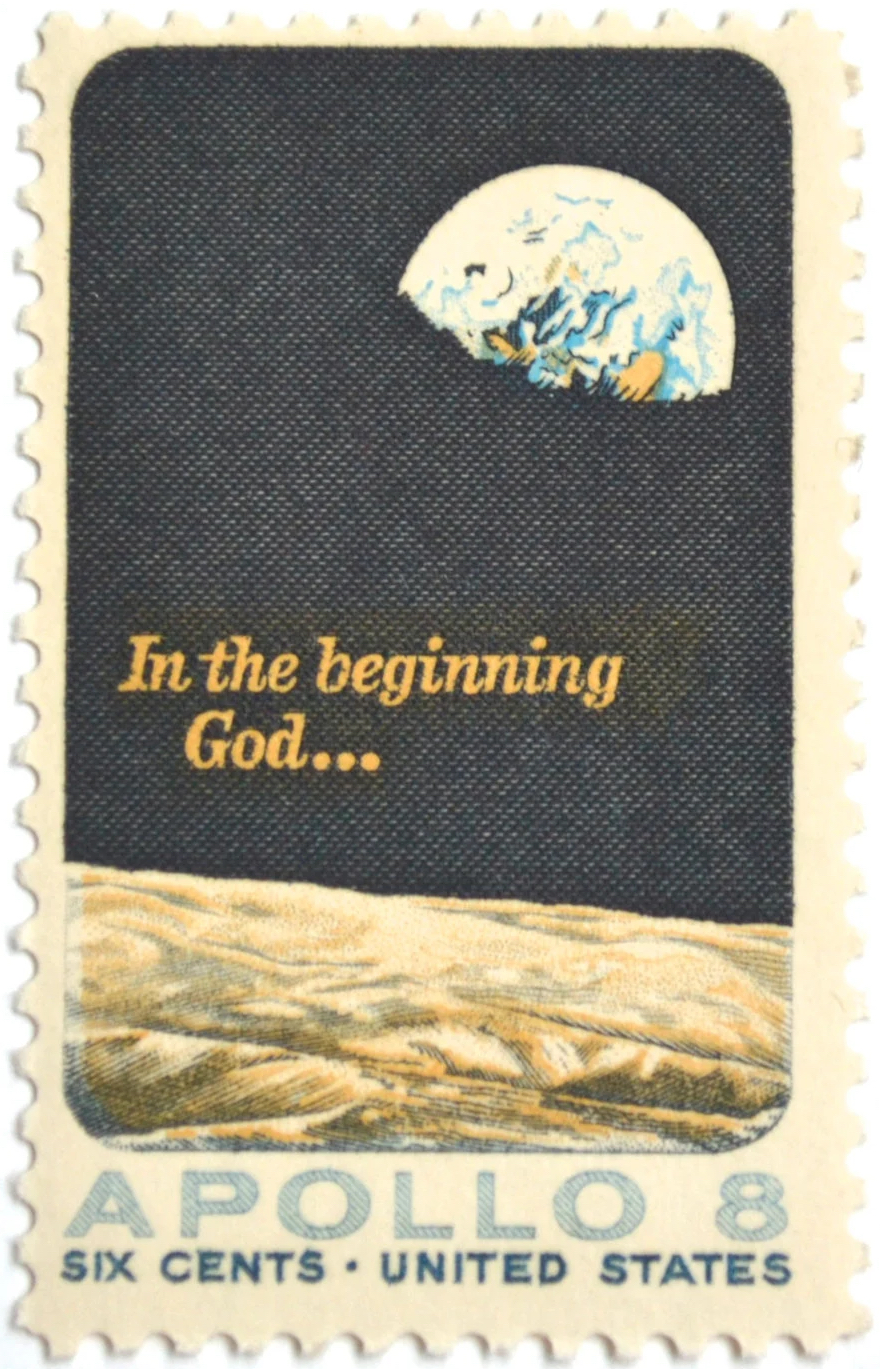
Марка

Попри те, що на більшій частині Місяця немає сходів і заходів Землі — Місяць завжди повернений до Землі однією стороною, існує лібрація, максимальне значення якої становить 7° 45'. Завдяки лібрації Земля (видима з Місяця кутовим розміром у 2°) на місячному небосхилі описує подібність фігур Ліссажу в прямокутнику 15° 48' шириною і 13° 20' заввишки. Відповідно, є ділянки Місяця (краї, відносно спостерігача із Землі: близько 20 % поверхні), на яких відбуваються сходи й заходи Землі з періодичністю близько 30,5 земних діб.
Для корабля, що обертається навколо Місяця по досить низькій орбіті, Земля сходить і заходить під час кожного обороту.